# Tsugutoshi Gotō
Tsugutoshi Gotō (後藤 次利 Gotō Tsugutoshi), nascido em 5 de fevereiro de 1952, é um compositor, baixista e produtor musical japonês. Gotō entrou na indústria musical japonesa tocando baixo em turnês de artistas como Sadistic Mika Band, Bread & Butter e Shiro Kishibe. Ele passou a escrever e produzir músicas para outros artistas, incluindo Kenji Sawada, Miyuki Nakajima, Shizuka Kudō e vários cantores ídolos. Em 1980, Gotō ganhou o prêmio de Canção do Ano no Japan Record Award por seu trabalho na canção "Tokio" de Kenji Sawada.
Em 1982, compôs a música "99% I Love You" para Hironobu Kageyama para seu single "Try Me".
Em 1983, Gotō se casou com a ex-cantora e atriz Midori Kinouchi. O casal se divorciou quatro anos depois. Em 1987, ele contribuiu com a trilha sonora para a versão Famicom/NES do videogame Ultima III: Exodus. Em 1994, ele se casou com a ex-membro do Onyanko Club, Sonoko Kawai. Gotō também se juntou a várias unidades musicais como Draw4 em 1990, gym em 2003, Non-Chords em 2004 e WAIP em 2006.